# Andrea Gill
Andrea Gill là Chủ tịch Thượng viện Belize từ 2008-2012. Từ năm 2008 đến 2009, bà là chủ tịch của Diễn đàn các Chủ tịch của Nghị viện Quốc hội Trung Mỹ và Caribê (FOPREL).

## Tiểu sử
Andrea Nicole Gill có bằng Cử nhân Khoa học về Sinh học. Là một phần của dự án nghiên cứu về lợn biển, Gill đã tham gia từ năm 1997  và 2001  trong một dự án gắn thẻ manatee tập trung vào Nam Phá. Sau đó, cô trở thành một giáo viên tập trung vào việc cải thiện hệ thống giáo dục.
Bà từng là Chủ tịch Thượng viện Quebec từ ngày 14 tháng 3 năm 2008  đến ngày 3 tháng 2 năm 2012 khi được thay thế bởi Marco Pech. Vào tháng 11 năm 2008, bà đảm nhận chức chủ tịch của Diễn đàn các Chủ tịch của Nghị viện Quốc hội Trung Mỹ và Caribê (FOPREL), lần đầu tiên Belize tham gia vào cơ quan khu vực. Vào ngày 12 tháng 6 năm 2009, Gill đã được trao Huân chương Vàng danh dự từ Hội đồng Lập pháp của Cộng hòa Nicaragua để ghi nhận công việc của bà nhằm thúc đẩy dân chủ và hội nhập trong khu vực. Vào ngày 1 tháng 3 năm 2010, Gill đã thông qua sự lãnh đạo của FOPREL cho Chủ tịch Quốc hội Honduras, Dân biểu Juan Orlando Hernández Alvarado.